# Gwen Stacy
Gwendolyne « Gwen » Stacy est un personnage de fiction évoluant dans l’univers Marvel de la maison d'édition Marvel Comics. Créé par le scénariste Stan Lee et le dessinateur Steve Ditko, le personnage apparaît pour la première fois dans le comic-book The Amazing Spider-Man #31 en décembre 1965.
Alors étudiante, Gwen Stacy est la petite amie de Peter Parker, alias Spider-Man. Le personnage est notoirement connu en raison de sa mort provoquée par le Bouffon vert (The Amazing Spider-Man #121, épisode « La Mort de Gwen Stacy »), tournant émotionnel majeur pour Spider-Man et l'un des symboles de la fin de l'âge d'argent des comics.
Les auteurs et les fans de Spider-Man débattent de la question de savoir si « le vrai amour » de Peter Parker est Gwen Stacy ou Mary Jane Watson (qui devint la petite-amie et l'épouse de Peter par la suite). Des histoires publiées longtemps après sa mort indiquent que Gwen occupe toujours une place spéciale dans son cœur.
Le personnage réapparaît parfois dans certaines histoires en tant que clone ou double issu d'un univers parallèle, telle la super-héroïne Spider-Gwen apparue initialement dans la série uchronique What If ?.

## Biographie du personnage

### Origines
Gwen Stacy est étudiante à l'Empire State University (en) (ESU), une université new-yorkaise fictive de l'univers Marvel. Très amie avec Harry Osborn, elle fait la connaissance de Flash Thompson qui veut lui présenter Peter Parker. Gwen est attirée par le jeune homme, mais celui-ci l'ignore car il est à cette époque très inquiet au sujet de sa tante, tante May. Finalement, elle devient amie avec Parker et ils s'aperçoivent bientôt qu'ils partagent la même passion pour les Sciences, ce qui commence à les rapprocher. Lorsque Mary Jane Watson fait son entrée, Gwen devient jalouse et réalise qu'elle aime Peter.  
Les deux amis entament une relation amoureuse qui est entachée par les absences répétées de Peter, du fait de ses activités de super-héros en tant que Spider-Man. Mais George Stacy, le père de Gwen, qui a découvert la double identité de Parker, demande à sa fille de rester avec lui. Lorsque le père de Gwen meurt lors d'un combat entre Spider-Man et le Docteur Octopus, celle-ci estime que Spider-Man est responsable de la mort de son père, ce qui provoque des tensions entre Peter et elle. Mais, lorsque Gwen se rend compte que le justicier masqué n'est pas responsable de la mort de son père, elle se rapproche à nouveau de Peter. Alors que le couple est des plus heureux, Le Bouffon Vert enlève Gwen pour faire souffrir son ennemi.

### Mort
Gwen Stacy meurt dans The Amazing Spider-Man #121 de juin 1973 (épisode The Night Gwen Stacy Died), à New York, alors que, kidnappée par le Bouffon Vert (Norman Osborn, le père d'Harry Osborn), elle est jetée du haut du pont George-Washington. 
Les lecteurs furent troublés par la mort de Gwen Stacy. Avant, il était impensable de tuer un personnage aussi important — la petite-amie du protagoniste et un personnage avec un grand nombre des fans —. Cette histoire est considérée comme un point de repère de la fin de l'Âge d'argent des comics.
Le doute demeure sur la manière exacte dont Gwen est morte. La thèse dominante (utilisée dans le film The Amazing Spider-Man 2) est que Spider-Man stoppa trop tard sa chute du pont (du haut d'une des piles du pont alors qu'elle est presque à hauteur du sol). La scène est rejouée dans un épisode de What If?, dans laquelle Spider-Man sauve Gwen en plongeant pour la rattraper.
Peter Parker fut traumatisé par la mort de Gwen Stacy. Mary-Jane Watson fut également profondément affectée par sa mort et devint une femme plus raisonnable, plus sensée et plus responsable.

### Clones
Par la suite, Peter Parker a la surprise de voir Gwen revenir dans sa vie. Il s'avère qu'elle n'est qu'un clone créé par le Chacal dans le but de déstabiliser Peter avant de le vaincre. Cependant, le clone refuse de jouer pleinement son rôle et Peter s'en sort indemne.
Le Maître de l'évolution analyse ensuite la jeune femme et annonce qu'elle n'est pas un clone, mais une femme nommée Joyce Delaney, modifiée pour avoir l'apparence de Gwen Stacy. Par la suite, il est confirmé qu'il s'agit bel et bien d'un clone de Gwen, et que le Maître de l'Évolution avait menti par jalousie des talents du Chacal en matière de clonage.
Le clone de Gwen décide qu'elle n'a pas sa place dans la vie de Peter Parker, qui s'est mis en couple avec Mary Jane Watson après la mort de la Gwen d'origine. Elle décide donc de refaire sa vie loin de lui, en demandant à Peter de ne pas la rechercher.
Ce n'est que des années plus tard que les lecteurs apprennent qu'elle a vécu sous le nom de Joyce Delaney. Elle est assassinée par un Abby-L, un autre clone de Gwen Stacy, à l'apparence monstrueuse parce qu'il s'agit d'un prototype raté. Abby meurt elle-même dans la bataille qui s'ensuit.
Dans les pages de Deadpool, Gwen Stacy fait partie d'un groupe important de clones créés par Arnim Zola. La plupart sont tués rapidement, mais les quatre clones de Gwen sont conservés par Deadpool comme domestiques. Leur mort est précisée dans le guide officiel Official Handbook of the Marvel Universe: Spider-Man - Back in Black. Comme ces clones n'avaient pas de libre-arbitre comme des humains, ils sont considérés comme des personnages mineurs.
Dans la saga Dead No More: The Clone Conspiracy (en), Gwen fait partie des morts clonés avec des souvenirs jusqu'au moment exact de la mort, et pour cette raison, se considèrent comme les mêmes personnes revenues à la vie, non des clones. On apprend que Gwen était consciente peu avant sa mort, et a su que Peter Parker était Spider-Man avant de mourir. Gwen lui a pardonné, et souhaiterait qu'il l'aime à nouveau (Peter ayant alors rompu avec Mary-Jane). Finalement, comme tous les clones d'amis de Spider-Man, Gwen meurt à la fin de cette saga.
À noter que cette saga utilise également le personnage de Spider-Gwen, qui se fait passer pour la Gwen de Terre-616 (l'univers Marvel principal) pour infiltrer l'installation.
Dans la version alternative La vraie saga du clone, Spider-Man et ses alliés détruisent les installations du Chacal avant qu'un clone de Gwen ne soit en vie.

### Passé recomposé
Dans l'arc Passé recomposé (Sins Past), on apprend qu'avant sa mort, Gwen a eu deux enfants avec Norman Osborn : les jumeaux Gabriel et Sarah. Norman Osborn, considérant son fils aîné Harry trop faible pour reprendre Oscorp Industries, voulait garder pour lui les deux enfants dans l'espoir d'en faire des personnes aussi charismatiques et intelligentes que lui. Gwen était contre cette idée et voulait éduquer ses enfants avec Peter, ne doutant pas qu'il lui pardonnerait son écart avec Norman.
Norman n'avait donc pas seulement tué Gwen pour faire souffrir Spider-Man, mais aussi pour pouvoir être le seul à avoir une influence sur ses enfants. Ils ont absorbé eux aussi le produit de guérison de Norman qui les a fait naître plus tôt et grandir plus vite, physiquement et mentalement. Norman fit éduquer les enfants par des maîtresses de maison et des nounous à Paris, leur fit subir un entraînement pour en faire des combattants et des athlètes hors pair, et leur raconta que Peter était leur père, qu'il les avait abandonnés et que Gwen était ainsi morte de chagrin. Sarah et Gabriel jurèrent alors de tuer Peter.
Lorsque celui-ci leur dit la vérité, seule Sarah le crut, mais elle fut blessée par Gabriel, qui deviendra par la suite le Bouffon Gris.
La série de bandes dessinées Passé recomposé où ces événements sont présentés est une des plus controversées de l'histoire de Spider-Man, et est tenue pour avoir provoqué une baisse des ventes.

## Versions alternatives

### Ultimate Spider-Man
Gwen apparaît dans Ultimate Spider-Man #14. Elle est une fille bien différente de son alter-ego de l'univers principal, s'habillant en punk, et prend même la défense de Peter face à des caïds du lycée.
Mary Jane la jalouse à cause de sa relation avec Peter Parker, mais il sera par la suite révélé qu'elle aime seulement Peter comme un ami. Ironiquement, elle hait Spider-Man, le considérant comme responsable de la mort de son père. Ce dernier a en fait été tué par un autre homme déguisé en Spider-Man se servant de l'apparence de ce dernier pour commettre des délits. Gwen découvre plus tard que Peter est Spider-Man et décide de garder son secret.
Malheureusement, elle est finalement tuée par Carnage, augmentant la culpabilité de Peter. Mais un clone d'elle avec toute sa mémoire et ses connaissances apparaît par la suite ; toute la partie non-humaine issue de Carnage est absorbée par Venom. Dès lors, selon les mots d'Iron Man « Si elle est biologiquement Gwen Stacy et mentalement Gwen Stacy… Qui sommes-nous pour dire qu'elle n'est pas Gwen Stacy ?  ». Peter répond « Elle est vivante ».
Après une courte rupture avec Mary Jane, Peter sort avec Gwen mais celle-ci sent qu'il ne l'aime pas vraiment et rompt avec lui.
Lorsque le Bouffon vert se met à traquer Peter en compagnie des Sinistres Six, elle part se réfugier avec tante May. Elle est présente le jour où Spider-Man est assassiné. Elle console tante May et Mary Jane comme elle le peut même si elle aussi est très affectée par la mort de son ami. L'identité de Spider-Man ayant été révélé à travers le monde, elles sont harcelées par la presse et les fans du défunt héros. Elle participe à l'enterrement de Peter, en compagnie des Ultimates, des proches, et de milliers de spectateurs présents sur place. Elle part avec la tante de Peter en France pour se construire une nouvelle vie.
Quand le jeune Miles Morales reprend le rôle de Spider-Man, Gwen et tante May se concertent, et décident de lui donner les lance-toiles de Peter.
Bien plus tard, on découvre que les pouvoirs de Spider-Man lui ont donné de tels pouvoirs de régénération qu'il est de nouveau en vie, et il rencontre brièvement Gwen. Mais il choisit de la quitter à nouveau et de partir avec Mary-Jane (Peter prétend partir pour une mission trop dangereuse ; en réalité il s'installe pour une vie paisible avec Mary-Jane, estimant que Miles Morales le remplace parfaitement comme super-héros).
Lors de l'événement Secret Wars, l'univers Ultimate cesse d'exister. En l'absence d'information contraire, cette Gwen Stacy est présumée avoir cessé d'exister.

### Spider-Gwen/Ghost-Spider

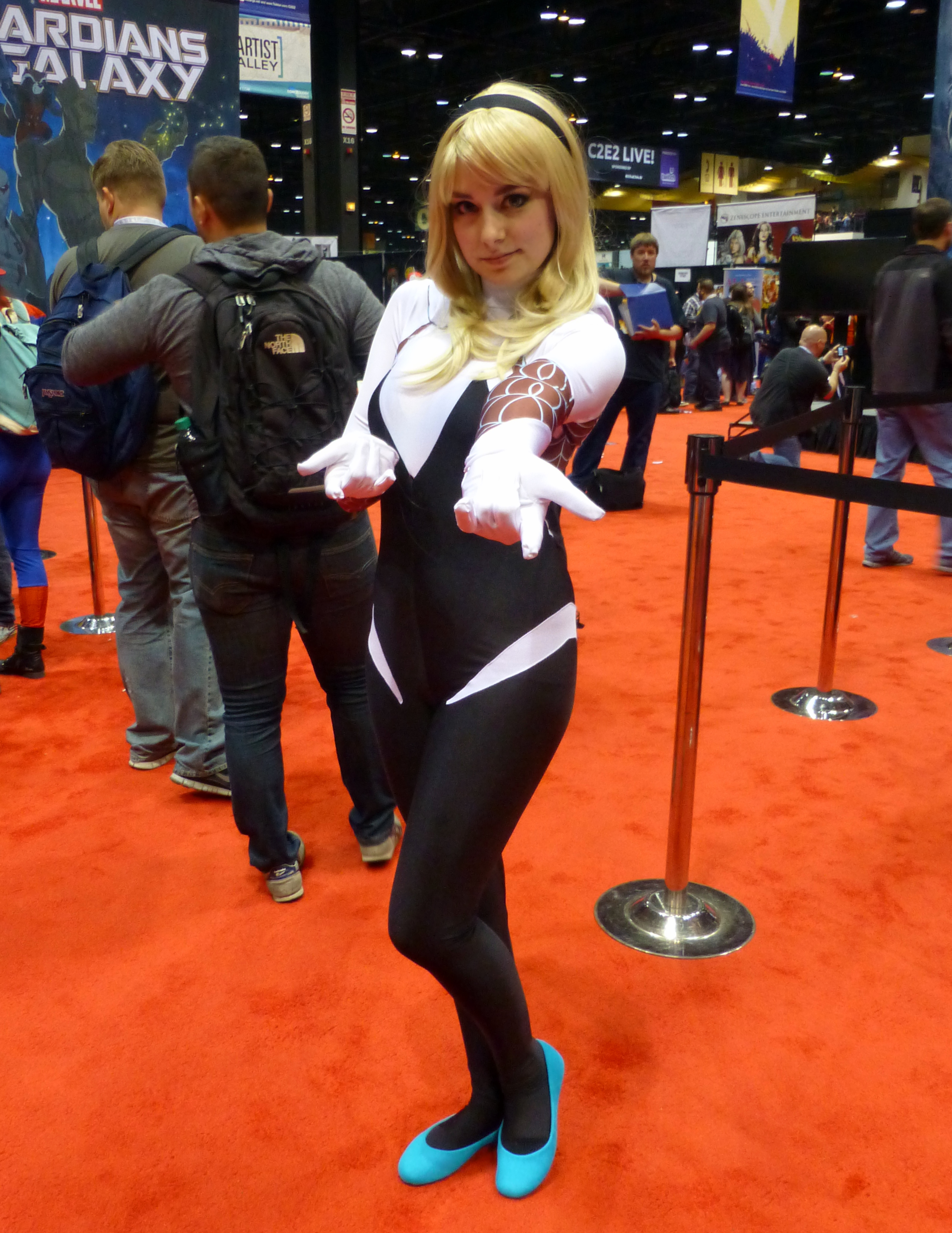
Cosplay de Gwen Stacy dans son costume de Spider-Gwen.

La saga Spider-Verse (en) avait pour but de réunir toutes les versions de Spider-Man, ou autres héros ayant pour totem l'araignée, de tous les univers parallèles de Marvel. Quelques-uns furent créés pour l'occasion dans les hors-séries Aux frontières du Spider-Verse. Gwen Stacy ayant reçu les pouvoirs de Spider-Man est une de ces nouvelles versions, nommée officiellement Spider-Woman mais vite surnommée Spider-Gwen.
La popularité du personnage fut telle que Marvel créa une série dédiée pour ses aventures, Spider-Gwen.
De plus, Marvel créa en juin 2015 un personnage qui est à Spider-Gwen ce que Deadpool est à Spider-Man : Gwenpool.
Depuis la série Spider-Gwen: Ghost-Spider (2018-2019), elle se fait appeler Ghost-Spider .

### Aux frontières du Spider-Verse
Dans la réalité alternative désignée Terre-65, Gwen Stacy est mordue par l'araignée radioactive, et devient une super-héroïne sous le nom de Spider-Woman. Gwen commence à lutter contre le crime, tandis que Peter Parker tente de se venger de ceux qui l'ont brutalisé au lycée, devenant la version de cet univers du Lézard. Gwen lui subjugue[pas clair], mais Peter meurt vers la fin de la bataille en raison de la substance chimique qu'il a utilisée. Spider-Woman est blâmée pour sa mort, et un mandat d'arrestation est lancé à son encontre par J. Jonah Jameson. Son père, qui est aussi un chef de la police dans ce monde, commence une chasse envers Spider-Woman. Lors d'un concert, un assassin est envoyé après elle, alors que son père est dans le public. Gwen défait l'assassin. Alors qu'ils sont seuls, le capitaine Stacy a Spider-Woman dans sa ligne de mire, et Gwen ôte son masque pour révéler qui elle est. Choqué après avoir appris l'identité de Spider-Woman, son père lui dit de courir avant qu'il ne change d'avis.

## Adaptations dans d'autres médias

### Cinéma

#### Spider-Man 3
Elle n'apparaît en revanche que dans le troisième film réalisé par Sam Raimi, où elle est interprétée par Bryce Dallas Howard. Elle est la binôme en laboratoire de Peter ; Spider-Man lui sauve la vie et l'embrasse publiquement. Mary-Jane est jalouse à son égard ; durant la période où il devient mauvais sous l'influence du symbiote, Peter s'affiche avec Gwen uniquement pour faire souffrir Mary-Jane. Lorsque Gwen s'en rend compte, elle part après s'être excusée auprès de Mary-Jane.

#### The Amazing Spider-Man
Dans The Amazing Spider-Man de Marc Webb, Gwen est interprétée par Emma Stone. Elle est une brillante camarade de classe de Peter et travaille également à Oscorp avec le Docteur Connors. Peter et elle finissent par sortir ensemble et celui-ci lui avoue son secret. Cette situation est plutôt compliquée à vivre pour la jeune femme dont le père est un capitaine de police qui a juré de mettre Spider-Man derrière les barreaux. Lorsque le Docteur Connors se transforme en Lézard et décide de faire subir aux habitants de New-York le même sort grâce à un virus, Gwen est chargée par Peter de fabriquer un antidote. Connors est finalement vaincu mais le Capitaine Stacy meurt durant l'affrontement. Dans un dernier souffle, il fait promettre à Peter de ne jamais mêler sa fille à sa vie de super-héros, afin de la protéger. Rongé par la culpabilité, Peter n'assiste pas à son enterrement, ce qui affecte beaucoup Gwen. Cependant, les deux amoureux semblent reprendre leur relation à la fin du film.
Dans The Amazing Spider-Man : Le Destin d'un héros, elle décroche son diplôme de fin d'année. Cependant, Gwen connait quelques tensions avec Peter qui se sent coupable de ne pas avoir tenu la promesse qu'il avait faite au Capitaine Stacy. La jeune fille décide alors de mettre fin à leur relation, tout en essayant tant bien que mal de maintenir une relation amicale. Au vu de ses excellents résultats scolaires, Gwen pense partir étudier à l'université d'Oxford en Angleterre et réussit avec brio les examens d'entrée. Refusant de voir s'éloigner la femme de sa vie, Peter parvient à la rattraper et lui avoue son amour pour elle. Ils se mettent d'accord sur le fait d'aller en Angleterre ensemble. Au même moment, Electro provoque une gigantesque coupure de courant dans toute la ville et Peter est contraint d'aller l'affronter. Bien qu'il parvienne à le vaincre, Harry Osborn, transformé en Bouffon Vert, arrive et accuse Peter de ne pas l'avoir aidé à se soigner. Il enlève alors Gwen et la lâche au-dessus de la Tour de l'Horloge. Peter la sauve en l'accrochant à une toile et termine son combat avec Harry. Malheureusement, la toile se brise. Peter essaie de l'attraper avec une autre toile mais, même si cette dernière atteint Gwen, sa nuque se brise à cause du choc causé par la chute.
Plusieurs mois passent durant lesquels Peter, rongé par la culpabilité, se coupe du monde afin de passer ses journées devant la tombe de Gwen. C'est en réécoutant le discours de fin d'année de cette dernière qu'il reprend confiance en lui et reprend sa carrière de justicier.
Gwen n'apparait pas dans Spider-Man: No way Home. Mais Peter 3 (Andrew Garfield) la mentionne à plusieurs reprises et explique qu'il ne s'est jamais remis de sa mort.

#### Films d'animation
La version Spider-Woman de Gwen Stacy apparaît dans le film d'animation Spider-Man: New Generation (2018). Après l'expérience sur les réalités alternatives menées par le Caïd et la Dr Olivia Octopus, elle arrive malgré elle dans un univers où Spider-Man/Peter Parker est mort et où Miles Morales vient d'obtenir ses pouvoirs. Elle revient dans la suite, Spider-Man: Across the Spider-Verse (2023).

### Télévision

#### Série animée de 1995
Gwen n'a pu apparaître de la même manière dans la série animée de 1995 que dans le comic en raison de la réticence des scénaristes à inclure un personnage destiné à mourir. Au lieu de cela, elle a été incluse comme la fiancée d'un Spider-Man d'une réalité parallèle, dans le tout dernier épisode de la série.

#### Spectacular Spider-Man
Alors que Gwen Stacy avait été exclue de la plupart des adaptations au profit de Mary Jane, elle est remise à sa place originale de love interest principal de Peter dans la série de 2008 Spectacular Spider-Man. Dans cette version, Gwen est représentée comme la meilleure amie de Peter (bien qu'elle aimerait secrètement être plus) et son égal en intellect. Elle est aussi une proche amie d'Harry Osborn. Elle porte des lunettes, et travaille avec Peter au laboratoire de Connors en parallèle de ses cours.

#### Ultimate Spider-Man
Comme son homologue de la série de 1995, Gwen Stacy n'apparaît que durant un épisode, dans une réalité alternative. Elle vit dans la dimension de Miles Morales et lorsque ce dernier disparaît, elle prend le rôle de Spider-Girl pour empêcher la ville de New York de sombrer dans le chaos. Étant une amie de Peter Parker, mort dans cette réalité, elle fait équipe avec May Parker qui l'aide durant ses opérations. Bien qu'elle arrête les criminelles, elle est chassée par la police et plus particulièrement par son père, mais à la fin de l'épisode, il reconnaît sa fille en Spider-Girl et l'accepte comme telle. Gwen fait alliance avec Peter Parker et Miles Morales pour éliminer Spider-Wolf, une fois cela fait, Miles décide de retourner vivre dans la dimension de Peter, avec sa mère, laissant le New York de son monde d'origine sous la protection de Gwen. Contrairement à sa version comics, les pouvoirs de Gwen sont d'origine artificielle.

#### Spidey et ses amis extraordinaires
Avec des jeunes amis Peter et Miles, Gwen combat les méchants avec le costume de Ghost-Spider.

### Jeux vidéo
- 2012 : The Amazing Spider-Man
- 2013 : Lego Marvel Super Heroes
- 2017 : Lego Marvel Super Heroes 2
- 2017 : Marvel: Future Fight